# Ión felkelés
Az ión felkelés alatt az i. e. 499–493 közötti, a perzsa uralom elleni görög lázadásokat kell érteni, melyek Iónia, Aiolisz, Dórisz, Kária és Küprosz (Ciprus) területén törtek ki. Ezek egyik fő oka az volt, hogy a városokban Arisztagorasz és Hisztiaiosz türannoszok uralma perzsa támogatásra épült. Iónia városait még i. e. 540-ben elfoglalták a perzsák, és a térség a birodalom egyik szatrapiájának része lett. I. e. 499-ben Arisztagorasz a király hatalmát kívánta megerősíteni, ezért Artaphernésszel hadjáratba indult Naxosz megerősített erődje ellen, de végül elbuktak. Arisztagorasz attól félve, hogy elveszti türannoszi pozícióját, felkelést szított korábbi ura, I. Dárajavaus perzsa király ellen.
I. e. 498-ban az iónok, Athén és Eretria segítségével a lüdiai Szardeisz ellen indultak, amelyet elfoglaltak, majd megsemmisítettek. Az iónok visszatértekor azonban a perzsák Epheszosznál megtámadták és legyőzték őket. Ez volt az egyetlen ión offenzíva a felkelés alatt, amely a következő években a perzsa hadsereggel való szembeszállást megalapozta. A perzsa válasz i. e. 497-ben érkezett három ütközet során, amelyekben a külső területeket támadták. Ekkor kapcsolódott be a felkelésbe Kária perzsa terület. A kezdeti sikerek után Dauriszesz perzsa tábornokot a pédaszoszi ütközetben legyőzték, és i. e. 496-ra patthelyzet alakult ki.
I. e. 495-ben a perzsa hadsereg és tengerészet Milétosz ellen vonult. Az ión tengerészet Ladé szigeténél szállt velük szembe, de vereséget szenvedtek itt, majd Szamoszban is, és Milétosz elpusztult. E kettős ión vereség megpecsételte a lázadást, és a következő évben az iónok békét kötöttek.
Mivel Athén is támogatta a felkelést, így ez a lázadás robbantotta ki a görög–perzsa háborúkat. Az első perzsa hajók i. e. 492-ben indultak el a görögök ellen.

## Történelmi források
A kutatók által leginkább elfogadott történelmi forrás a témában Hérodotosz görög történetíró műve. Hérodotoszt a történetírás atyjának is nevezik, aki Kária szatrapijából származott, és a görög–perzsa háborúk csatáit is ő jegyezte le.
Sokkal később, az ókori történetírók folytatták Hérodotosz munkáját, köztük Thuküdidész. Tanulmányozva elődje írásait, munkáját ő is ugyanott kezdte. Plutarkhosz kritizálta Hérodotoszt a Hérodotosz rosszindulata című művében, és az ő negatív látásmódját tanították még a reneszánsz korban is, annak ellenére, hogy Hérodotosz műve nagyon népszerű volt. A modern álláspont szerint Hérodotosz alapvető munkát végzett, bár kronológiája és az adatai nem mindig reálisak. Több történész szerint az akkori hatalom kívánalmai szerint írta ezeket a műveket és történeteket.

## Előzmények

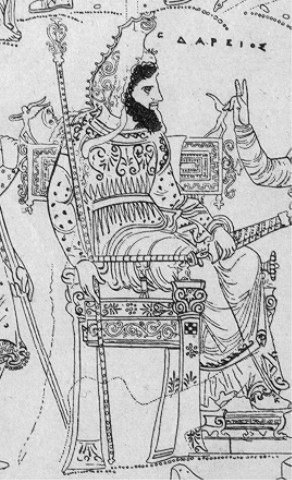
Dareiosz alakja a Dareiosz-vázán

A mükénéi korban számos görög telepedett le Kis-Ázsiában. Három törzsi közösséget alkottak: aiolok, iónok és dórok. Az iónok Lüdia és Kária partjainál tizenkét nagyobb városban telepedtek le, amelyek egy része már korábban létező hettita település volt: Milétosz (főváros), Priéné és Müosz Káriában; Epheszosz, Kolophón, Lebedosz, Teósz, Klazomenai, Phókaia és Erüthrai Lüdiában; Szamosz és Khiosz szigetek. Az ión városok függetlenek voltak mind területileg, mind kulturálisan. Függetlenek voltak mindaddig, amíg II. Alüattész lüd király elfoglalta Milétoszt, de a konfliktus egyezménnyel zárult, amelyben a város belső autonómiát kapott. Ugyanabban az időben a lüdök a médekkel voltak hadban, amely végül szintén egyezménnyel ért véget. Ebben meghatározták, hogy a Halüsz folyó lesz a határ a két állam között.
Évtizedekkel az ión felkelés előtt Peiszisztratosz athéni türannosz Naxosz szigetén pártfogoltját, Lügdamiszt juttatta hatalomra, akit Spárta korábban elűzött. Az új uralkodó egy arisztokratikus rendszert épített ki, ami az i. e. 6. század végéig fennmaradt.
A lüdök elleni háború idején II. Kurus perzsa király (Nagy Kürosz) levelet küldött az iónoknak, hogy lázadjanak fel a lüd uralom ellen. Miután II. Kurus legyőzte a lüdöket, az ión városok a korábbi státuszukat kívánták megtartani, amit Kroiszosz alatt élveztek, de ezt a perzsa király megtagadta, mivel korábban nem kapott tőlük segítséget. Az iónok ekkor lázadni kezdtek, így II. Kurus a méd parancsnokot, Harpagoszt küldte ellenük. Mazarész és Harpagosz parancsnokok egész Kis-Ázsiát el tudták foglalni, mivel olyan új haditervet alkalmaztak, amit a görögök nem ismertek ki. Harpagosz először Phókaia városát foglalta el, amelynek lakosai Szicíliába menekültek, de később visszatértek. Teósz város lakóinak egy része is elmenekült, de az iónok maradtak.
Az iónok legyőzése után a perzsák rájöttek, hogy Ióniát bonyolult kormányozni. II. Kurus ezért egy szövetségi rendszert dolgozott ki, amivel könnyebb volt az adminisztráció, ahogy például Júdeában. Innen származik az oszd meg és uralkodj kifejezés is, ezzel az ión belső harcokat is megszüntette. Az ión poliszok vezetőinek nehéz volt közvetíteni a perzsák és a lakosok között, ami nem is volt mindig sikeres, ennek is köszönhető az ión felkelés.
Negyven évvel Iónia elfoglalása után, I. Dárajavaus (I. Dareiosz) uralkodása idején, Arisztagorasz Milétosz türannosza bizonytalan helyzetbe került. Hisztiaiosz, Arisztagorasz nagybátyja i. e. 513-ban segített a perzsa királynak európai hadjárataiban, ezért tanácsadó lett a királyi udvarban, Szúzában. Amikor elfoglalta új pozícióját, a milétoszi trónra Arisztagorasz került. A Milétoszba menekült naxosziak kérték a türannoszt, hogy foglalja el a szigetet, amely fellázadt a király ellen. Ezzel meg tudta erősíteni pozícióját Milétoszban, de a hadjárat végrehajtásához Arisztagorasz Lüdia perzsa satrapájának, Artaphernésznek a segítségét kérte, aki az uralkodó, Dareiosz testvére volt. I. e. 500-ban Artaphernész flottát bocsátott Arisztagorasz rendelkezésére a tekintélyes perzsa főparancsnok, Megabatész vezetése alatt. A perzsa király is támogatta a hadjáratot, és a milétoszi türannosz össze tudott gyűjteni 200 triérészt.

## Naxoszi hadjárat

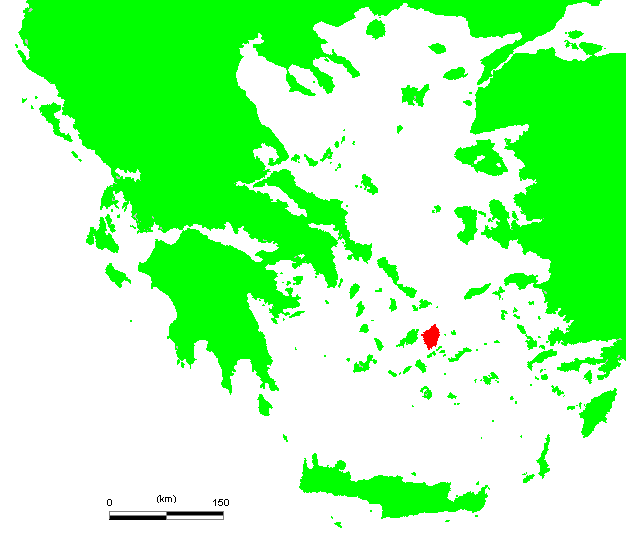
Naxosz elhelyezkedése

I. e. 499 tavaszán Artaphernész kinevezte Megabatészt a hadak vezetőjévé, és ezt követően elindult a flotta Milétoszból Naxosz szigetére.
A lüdiai–ión hadjárat gyorsan kudarcba fulladt, Arisztagorasz és Megabatész ellenállásba ütközött. Hérodotosz megemlíti, hogy Megabatész küldötteket indított a szigetre, akik elárulták az invázió tervét. Lehetséges, hogy ez a történet csak kitalált, amivel Arisztagorasz a vereségét magyarázta. Az biztos, hogy a naxosziak felkészültek voltak. A milétoszi türannosz négy hónapon keresztül ostromolta a szigetet, de ezután elfogyott a pénze, ezért hazatért.

## Az ión felkelés kezdete
Arisztagorasz a Naxosz elleni hadjárat bukása után nehéz helyzetbe került, mivel nem tudta kifizetni Artaphernészt és hadseregét, valamint magára haragította a perzsa kormányzatot is. Elkeseredett kísérletként, hogy mentse magát, felbujtotta a neki alávetett iónokat, hogy keljenek fel a perzsák ellen. Segítette őt apósa, Milétosz volt türannosza, Hisztiaiosz is, aki ekkor Dareiosz tanácsadója volt.
I. e. 499 őszén Arisztagorasz összehívta a milétoszi tanácsot, amely előterjesztett egy tervet a lázadásra. Ekkor Milétosz városába érkezett Hisztiaiosz, aki követelte, hogy támadást indítsanak a perzsa hatalom ellen. Hérodotosz leírja, hogy Hisztiaiosz vissza akart térni Ióniába, mivel korábban Dareiosz elűzte onnan. Arisztagorasz azonnal megindította csapatait az Óperzsa Birodalom ellen, így meg tudta tartani a hatalmat. A satrapa hadseregéhez, amelyet Artaphernész hozott létre még Káriában, további görög városok is csatlakoztak: Kümosz, Mülasza, Termera és Mütiléné, (Dórisz és Aiolisz szatrapiákban). A milétoszi türannosz ekkor képviselőket küldött a városokba, hogy ott megdöntsék a helyi türannosz hatalmát, és a nép kezébe adja az irányítást. Néhány türannoszt megöltek, másokat elűztek.
Ezzel sikerült a görög poliszokat rábírni a felkelésre, és ezután az európai görögökhöz fordult támogatásért. I. e. 499 telén először hajózott el Spártába, hogy I. Kleomenésztől támogatást kérjen, de ő ezt megtagadta. Ezután Athénban próbálkozott.
Athénból nem sokkal korábban elűzték Hippiasz türannoszt, és a népgyűlés nagyon félt a visszatértétől. Ezért annak ellenére, hogy i. e. 508-tól hivatalos szövetségesei voltak a Perzsa Birodalomnak, a demokrácia megvédése miatt elvben csatlakoztak az iónokhoz. Néhány évvel később Hippiasz spártai segítséggel vissza akart térni Athénba, de a terve végül nem sikerült. Emiatt a volt türannosz elutazott Artaphernész satrapához Szardeiszba, és a segítségét kérte. Az athéniak elküldtek egy diplomatát, hogy lebeszélje az ión vezért Athén megtámadásáról, különben két erővel kellene harcolnia. Másik érvük az volt, hogy Athénnak is ellensége az Óperzsa Birodalom, hiszen Iónia valamikor Athén kolóniája volt.
Arisztagorasz is sikereket ért el Eretria vezetőjével történő tárgyalása során, bár nem tudni, miért egyezett bele a szatrapia a felkelésbe. Valószínűleg kereskedelmi előnyöket remélt. Hérodotosz szerint azért vállalta a támogatást, mert korábban Milétosz is segítette a Halkida ellen.

## Ión offenzíva

Az ión felkelés főbb eseményei

A tél folyamán Arisztagorasz folytatta a felkelés terjesztését. Vissza kívánta telepíteni a paiónokat ősi hazájukba, Phrügioszba, mert onnan még I. Dárajavaus perzsa király telepítette ki őket. Hérodotosz szerint ez provokáció volt.

### Szardeisz
A balkáni görögség reguláris segítsége jelképes volt, Athén ugyanis félt a perzsa-athéni viszony megromlásától, végül I. e. 498 tavaszán a húsz athéni és öt eretriai triérész athéni csapatokat vitt Epheszoszba. Itt ión, phókaiai és irreguláris csapatok csatlakoztak hozzájuk, és Artaphernész székhelye, Szardeisz ellen vonultak. Artaphernészt – aki csapatainak többségét Milétosz ostromára küldte – ez váratlanul érte. Hátrányos helyzete ellenére azonban vissza tudott vonulni a fellegvárba, és tartotta azt. Bár a görögöknek nem sikerült elfoglalniuk a fellegvárat, de a várost kifosztották. A fosztogatás alatt gyújtott tüzek elharapóztak, és Szardeisz porig égett.
Egyes források szerint, amikor I. Dárajavaus perzsa király meghallotta, hogy mi történt, bosszút esküdött, és megbízott egy szolgát, hogy naponta háromszor emlékeztesse esküjére: „Felség, emlékezzen az athéniakra!”.
Részleges sikerük után, a közeledő perzsa erősítés miatt a görögök kénytelenek voltak visszatérni Epheszoszba. Útközben azonban meglepte őket a perzsa hadsereg és katasztrofális vereséget mért rájuk. Az athéniek gyorsan hajóra szálltak, és visszatértek Görögországba.

### Epheszosz ostroma
Hérodotosz szerint a perzsa hadsereg – miután értesült Szardeisz elestéről – megindult Artaphernész megsegítésére. Amikor megérkeztek, megtudták, hogy a görögök továbbvonultak Epheszoszba. Tom Holland történész megerősíti, hogy a főleg lovasságból álló perzsa hadsereg, annak gyorsasága miatt, hamar utolérte a görög hoplitákat. A perzsa lovasság jellemzően dárdákkal és pajzzsal harcolt, és a szinkronizált mozgások megbénították az ellenséget.
A demoralizált és fáradt görög harcosoknak nem volt esélyük a perzsákkal szemben. Az Epheszosztól nem messze lezajló csatában végleg vereséget szenvedtek. A görögök többségét megölték, és elfogták Eualküdoszt, az eretriai parancsnokot is. Az ión túlélők a városaikért indított küzdelmet otthagyták, a tengerentúli görögök pedig hazautaztak Európába.

### A felkelés terjedése
Miután a görögök vereséget szenvedtek Epheszoszban, az athéniak felbontották a szövetséget az iónokkal, mert belátták, hogy Arisztagorasz könnyű zsákmány a perzsa hadseregnek. Az iónok folytatták a felkelést, mert úgy gondolták, hogy a perzsáknak nincs utánpótlása, így kimerülnek egy idő után. Az iónok elfoglalták Hellészpontoszt és Büzantiont. Ezután Kária is bekapcsolódott a felkelésbe. Miután Küproszra is megérkezett a hír, hogy több területen kirobbant a felkelés, ők szintúgy csatlakoztak.

## Perzsa ellentámadás
Hérodotosz elbeszélése Epheszosz ostroma után kronológiailag nem világos, de a történészek egységesek abban, hogy a szardeiszi és az epheszoszi események i. e. 498-ban történtek. Hérodotosz emellett megemlíti, hogy Küprosz egy évvel később szenvedte el a perzsa ostromot. Továbbá:

„Dauriszesz, Hiamész és Otanész, perzsa parancsnokok, akik elvették Nagy Dareiosz leányait, üldözték azokat az iónokat, akik Szardeiszt elfoglalták és elsüllyesztették hajóikat. Ezek után elfoglalta és elpusztította ezeket a városokat.“

Ez arra utal, hogy a perzsa tábornokok az epheszoszi csata után rögtön megkezdték az ellentámadást. Hérodotosz megerősíti, hogy Dauriszesz a Hellészpontoszon azokat a városokat foglalta el, amelyeknek Epheszosz ostroma előtt nem volt köze a felkeléshez. A történészek úgy vélik, hogy ezután egy évig nem történt harci cselekmény, majd a perzsák megindultak Kariába. Hérodotosz egy évvel korábbra teszi ezt a támadást.

### Küprosz

Küprosz ókori királyságainak térképe

Amatosz kivételével, Küprosz királyságaiban kitört a felkelés, amelynek élére Onészilosz állt. Onészilosz a küproszi Szalamisz királyának, Gorgosznak volt a testvére. Mivel a király ellenezte a lázadást, Onészilosz elmozdította őt a trónról, Gorgosz ez után Perzsiába menekült. Onészilosz, szövetségeseivel megtámadta Amatoszt, amelyet a következő évben, i. e. 497-ben foglalt el. Ezt követően a perzsák, Artibiosz parancsnoksága alatt hadjáratot indítottak a sziget ellen. Onészilosz ennek hírére követeket küldött Ióniába, hogy erősítést kérjen, de a föníciai flottától támogatott perzsa sereg ekkorra már megérkezett Küproszra. Az iónok szövetséges seregei megtámadták és legyőzték a tengeren a föníciai flottát, ugyanekkor a küprosziak szárazföldi csatában értek el kezdeti sikereket, és megölték a perzsa sereg vezetőjét, Artibioszt. Két görög kontingens átpártolása a perzsákhoz, azonban megfordította a csata kimenetelét, és végül a perzsák győzték le a teljes küproszi haderőt, és végül megölték Onésziloszt, a felkelés vezetőjét is. A perzsák ezzel visszafoglalták a szigetet, az iónok pedig hazahajóztak.

### Hellészpontosz
A perzsák i. e. 497-ben Kis-Ázsiában összpontosították erejüket a három parancsnok, Dauriszesz, Hiamész és Otanész vezetése alatt. Hérodotosz szerint erre a felosztásra azért volt szükség, hogy a hadvezérek, a három részre osztható haderő miatt, három különböző célpontot tudjanak egyszerre támadni.
Dauriszesz, aki a hadsereg legnagyobb egységét vezette, a Hellészpontosz elfoglalását tervezte. Városról városra haladva vették be a területeket (Dardan, Abüdosz, Perkote, Lampszakosz és Paesz). E városok mindegyike Hérodotosz szerint egy teljes nap alatt esett el. Amikor hallották, hogy Káriában is felkelés tört ki, a perzsa sereg délnek vette az irányt. A források szerint Kariában a felkelés i. e. 497-ben kezdődött.
Hiamész, csapatával a Márvány-tenger vidékére vonult, ahol elfoglalta Khiosz városát. Ugyanakkor, amikor Dauriszesz Káriába ment, Hiamész folytatta a hadműveleteket a Hellészpontoszon, ahol több eoliai város is perzsa fennhatóság alá került. Hiamész halála után, csapatai egyesültek Otanész és Artaphernész seregével, és Iónia felé indultak.

### Kária

#### Marszüaszi csata
Miután kirobbant a felkelés Káriában, Dauriszesz rögtön elindította hadseregét, és a Marszüasz folyóig (ma Çine) jutott, ahol a „fehér lépcsők” mellett letáboroztak. Pixodórosz, Mauszólosz káriai satrapa fia, a káriaiakkal megállt a folyó mellett, és hátrálást színlelve próbálta az ellenséget támadásra kényszeríteni. Ez az ötlet nem vált be, ezért a folyó túlpartján tábort ütöttek. A perzsák ekkor támadásba lendültek, és végül nagy áldozatok árán, legyőzték a káriai haderőt. Hérodotosz leírja, hogy a káriaiak 10 000 főt, míg a perzsák 2000 főt vesztettek.

#### Labraundai csata
A marszüaszi csatát túlélők visszavonultak a zeuszi szent ligetbe, Labraundába, ahol felajánlották a perzsáknak, hogy elhagyják Ázsia területét. A tárgyalás idején érkezett meg a milétoszi hadsereg, és újabb csata kezdődött. A perzsák legyőzték a káriai–milétoszi csapatot. A csatában Milétosz hatalmas veszteséget szenvedett.

#### Pédaszoszi csata
A kettős perzsa győzelem után Dauriszesz elkezdte kiszorítani a görögöket a szárazföldről a tenger felé, de a káriaiak a Pédaszosz melletti úton ellenálltak. Hérodotosz szerint ez a csata a labraundai után nem sokkal történt, de modern kori történészek szerint, akár egy év is eltelhetett a két ütközet között. A perzsák éjszaka érkeztek Pédaszoszhoz, a káriaiak itt lesből megtámadták őket, és Dauriszeszt, valamint több parancsnokot megöltek. A sikertelen pédaszoszi csata után i. e. 495-ig szüneteltek a hadműveletek.

### Iónia
A harmadik perzsa hadsereg Otanész és Artaphernész vezetése alatt Iónia és Aiolia ellen vonult. A perzsa ellentámadás tetőpontjaként, amikor már tudni lehetett, hogy a perzsák leverik a felkelést, Arisztagorasz lemondott a pozíciójáról, és kíséretével Trákiába indult, amelyet I. Dárajavaus odaígért Hisztiaiosznak az i. e. 513-as hadjárat után. Hérodotosz, akinek rossz véleménye volt Arisztagoraszról, ezért egyértelműen gyávának titulálta. A mai történészek is úgy vélik, hogy a milétoszi volt türannosz valóban elmenekült Trákiába, de ennek az volt a célja, hogy további forrásokat keressen a felkeléshez. Vannak olyan vélekedések is, mely szerint önként vonult száműzetésbe.

## A felkelés vége

### Ladéi csata

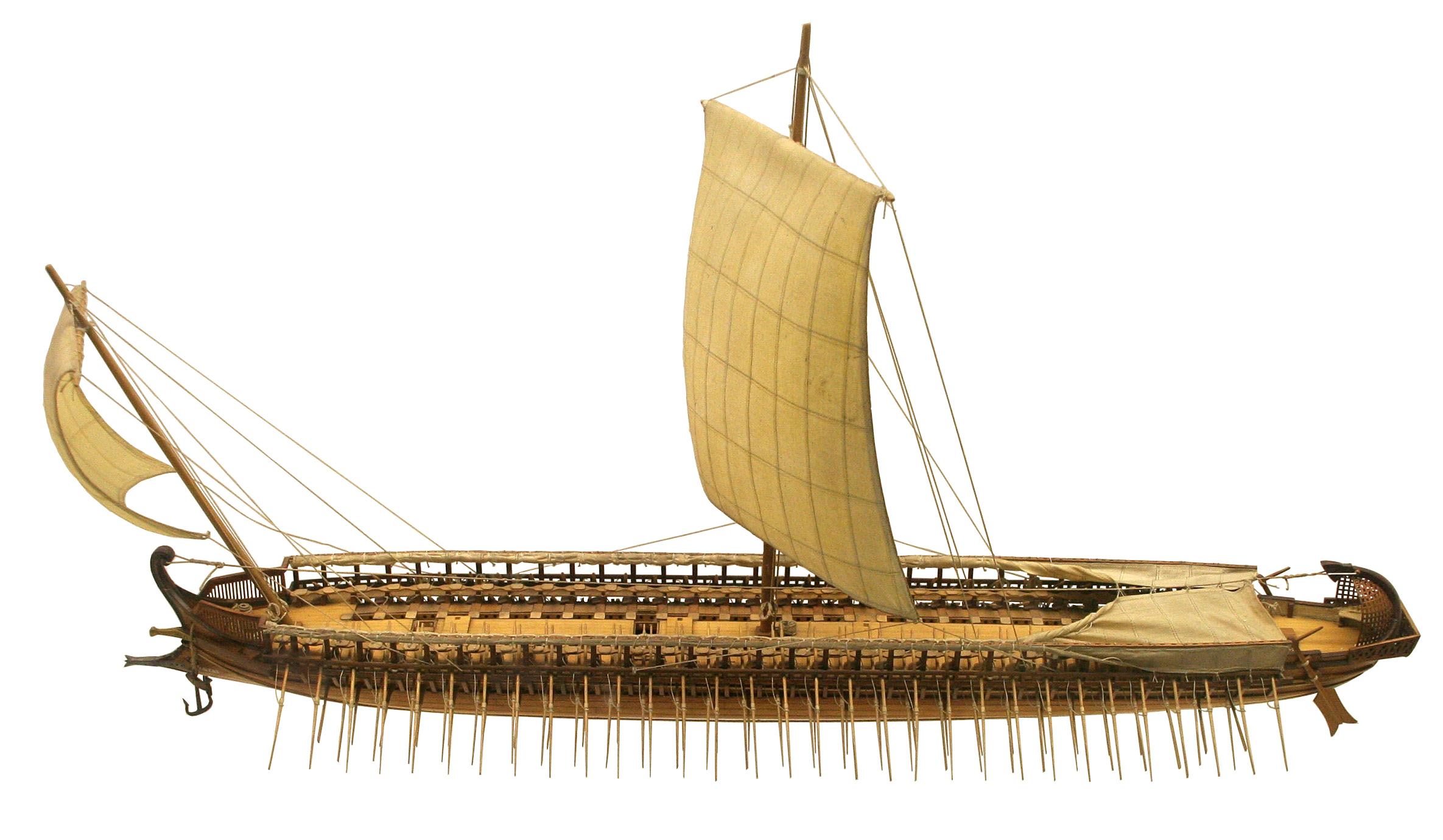
Görög triérész modellje

I. e. 494-ben, hat évvel a felkelés kezdete után, a perzsa hadsereg újra megindult az iónok ellen. Egy szárazföldi hadsereget és egy új flottát hoztak létre több szatrapiából. Milétosz, a felkelés központja ellen fordultak, hogy megakadályozzák a lázadások további terjedését. Datisz méd hadvezér, akiről azt feltételezik, hogy a perzsák legfőbb parancsnoka volt a felkelés alatt, kapcsolatot talált a görögökkel, és meghívta az iónokat egy „tárgyalásra”, amelyen a perzsa király is részt vesz.
Az iónok azonban tudomást szereztek arról, hogy az egész perzsa sereg ellenük vonul, ezért úgy döntöttek, hogy nem szegülnek szembe a birodalom katonáival. Milétosz lakói nem nyitották meg számukra a város kapuit, hanem a városfalak mögé húzódtak. Az iónok úgy gondolták, hogy a tengeren megállíthatják a perzsa hajóhadat, ezért Ladé szigete mellett felsorakoztatták flottájukat. Leszbosz szigeténél csatlakoztak hozzájuk az aióliaiak is, 353 triérésszel.
Hérodotosz leírja, hogy a perzsa parancsnokok eredetileg Milétosz ostroma után akartak a görög flotta ellen fordulni, ám a iónok elküldték türannoszukat Ladé szigetére, hogy rábeszélje a ladéiakat, hogy mondják fel a perzsákkal való szövetséget, de az a perzsák kezére került. A tárgyalások miatti egy hetes késés megosztottságot eredményezett az ión táborban, és közben a perzsa sereg is eljutott az ión bázisig. Közben a szamosziak titokban megállapodtak a perzsákkal, bár egyelőre az iónokkal maradtak.
Nem sokkal később a perzsa tengeri haderő megindult az ión flotta ellen. Amikor összecsaptak, a szamosziak a perzsákkal való megállapodásuk értelmében elhagyták a flottát, és hazahajóztak. A csatában a görögök egyik hajója a másik után süllyedt el. Amikor a leszbosziak látták, hogy a szamosziak elhagyták a csatateret, ők is megbontották a sort, és elmenekültek. A khiosziak, még úgy döntöttek, hogy együtt maradnak a iónokkal, és tovább harcoltak. Elfoglaltak néhány perzsa hajót, de maguk is nagy veszteségeket szenvedtek. A ión sereg belátva közelgő vereségét, visszavonult városaiba, és ez megpecsételte az egész felkelés sorsát.

### Milétosz eleste

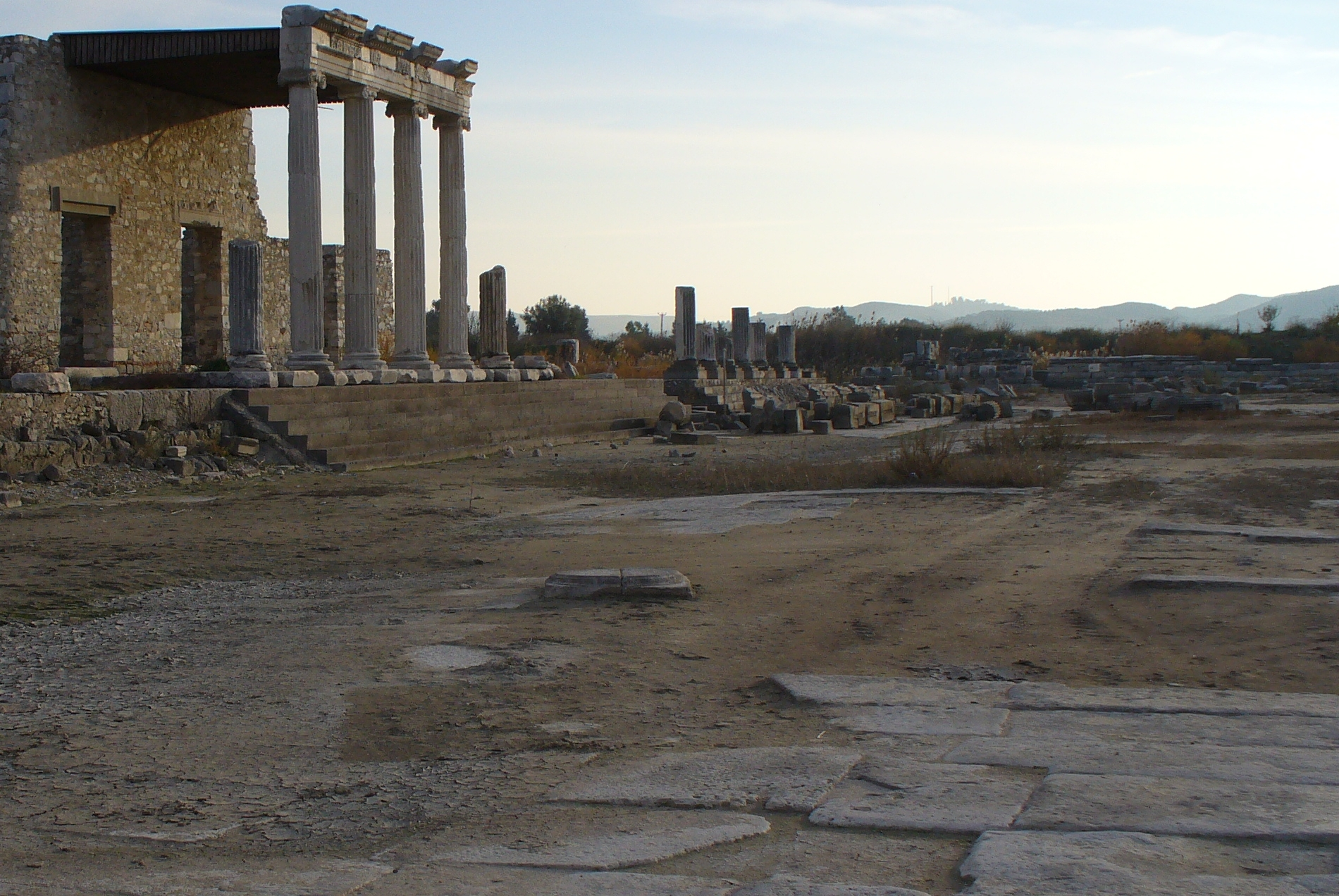
Milétosz romjai

Az ión flotta veresége után elbukott a felkelés. Milétoszt megostromolták a perzsák, minden fegyvert bevetettek ellenük, lebontották a falakat is, míg és végül bevették a várost. Hérodotosz lejegyezte, hogy a város hatalmas károkat szenvedett, és ezt a régészeti feltárások is igazolják. Bár néhány milétoszi megmaradt a településen, a város korábbi dicsősége többé már nem tért vissza.
Milétoszt a perzsák súlyosan megbüntették: a város melletti területeket Káriához és Pédaszoszhoz csatolták, a legyőzött milétoszi nemeseket a perzsa király a Perzsa-öböl partjára, a Tigris folyó mellé telepítette le, a lakosság nagy részét lemészárolták, vagy eladták rabszolgának.
Az esemény nagy hatással volt az egész görögségre. Egy évvel később Phrünikosz tragédiát írt Milétosz elfoglalása címmel, és a bemutatón a közönség hevesen reagált. Az athéni népgyűlés viszont betiltotta a darabot, és Phrünikoszra bírságot szabott ki, mert a tragédia perzsaellenes hangulatot szított.
Sok szamoszi lakos félt, hogy retorziók érik a várost hadvezéreik miatt, akik a ladéi csatában a perzsák ellen harcoltak. A hadvezérek emigráltak, ahelyett, hogy visszatértek volna Aiakosz türannoszhoz, ehelyett elfogadták a kilikiaiak meghívását, és a milétoszi lakosokkal együtt letelepedtek a szigeten. Maga Szamosz a perzsák oldalára állt még a ladéi csatában, ezért egyfajta menedékhelynek számított. A káriaiak többsége alárendelte magát a perzsáknak, bár néhányan még a további ellenállás mellett döntöttek.

### Hisztiaiosz hadjárata

#### Khiosz
Amikor Hisztiaiosz tudomást szerzett Milétosz bukásáról, a felkelés vezetőjének kiáltotta ki magát. Flottájával elindult Büzantionból Khioszon keresztül Leszboszra. A sziget lakói nem ismerték el főparancsnoknak, ezért Hisztiaiosz az egész khioszi flottát megsemmisítette. A sziget lakossága ezután fogadta el Hisztiaioszt vezetőjének.

#### Malénoszi csata
Hisztiaiosz seregéhez a khioszi hadjárat után nagy számú ión és aióliai katona csatlakozott, majd együttesen Teosz városa ellen vonultak. Közben hírt kaptak arról, hogy Milétosz kikötőjéből kihajózott a perzsa flotta, így a felkelők gyorsan visszatértek Leszbosz szigetére. Hisztiaiosznak élelmet kellett szereznie, ezért Miuszban, Atarneosz városa mellett hadjáratot indított, azonban a perzsa hadsereg Malénosz városánál meglepte a felkelőket, és a görög hopliták ismét összecsaptak a perzsa lovassággal. Hisztiaiosz megadta magát Artaphernész perzsa vezérnek, aki kivégeztette, és a fejét elküldte királyának. Dárajavaus parancsba adta az ellenséges vezető eltemetését, ezzel fejezve ki tiszteletét iránta.

### A hadművelet vége
Az Óperzsa Birodalom flottája és szárazföldi hadserege a télen visszatért Milétoszba, még azelőtt, hogy i. e. 493-ban elindultak volna az utolsó lázadók felkutatására. Három sziget maradt még a felkelők kezén: Khiosz, Leszbosz és Tenedosz, amelyeken felkutattak minden rejtőzködő ellenállót. Ezek után a szárazföldön folytatták a még lázadó görögök gócpontjainak megsemmisítését.
Hérodotosz szerint Milétosz, bár történelme során a legnagyobb vereséget szenvedte el, hamar talpra állt, és 13 év után ismét építhetett hajót a perzsa flottának. Később a teljes kis-ázsiai régió a perzsák uralma alá került, és ott is maradt a birodalom bukásáig, továbbá pár égei szigetet is a birodalomhoz csatoltak, mint Khioszt, Leszboszt, Thasszoszt.

## Következmények

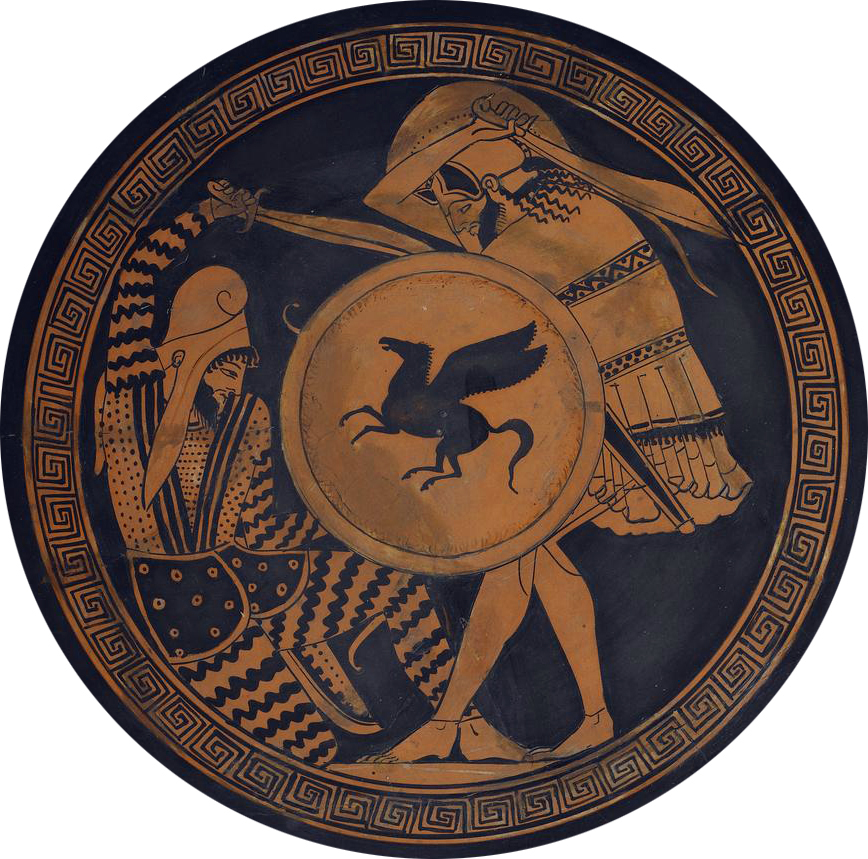
Kép egy görög hoplita és egy perzsa harcos párviadaláról, az i. e. 5. századból

Az ión felkelés leverése után a perzsák megbüntették a lázadókat, ugyanakkor, mivel ismét a birodalom része lett a területük, nem volt értelme gazdaságilag tovább gyengíteni őket. Artaphernész ezért úgy döntött, hogy békülékeny hangot üt meg a görögökkel. Összehívta az ión vezetőket Szardeiszba egy megbeszélésre, ahol elmondta, hogy ezentúl nem harcok útján, hanem egy választott bíróságon keresztül tárgyalják meg a poliszok az ellentéteiket. Egyúttal Artaphernész satrapa meghatározta a poliszok adóinak nagyságát, átszervezte a közigazgatást. I. e. 492-ben a perzsa király leváltotta a satrapát, és Mardonioszt nevezte ki a helyére, aki kiépítette a demokráciát. I. Dárajavaus perzsa király a vallási tolerancia jegyében ösztönözte a perzsa nemességet, hogy görög vallási szertartásokra járjanak, különösen az Apollo tiszteletére rendezett ceremóniára. A történelmi dokumentumok megemlítik, hogy perzsa nemesek görögökkel házasodtak, ezzel újabb lépést tettek a békés együtt éléshez.
Mindezek ellenére világossá vált az Óperzsa Birodalom királya I. Dárajavaus számára, hogy Kis-Ázsia göröglakta részein csak akkor rendezkedhet be tartósan, ha előbb a délkelet-európai görögséget leigázza. Dárajavaus az ión felkelés leverése után elhatározta Délkelet-Európa görög területeinek meghódítását, azért hogy megbüntesse Athént és Erüthrait, mert segítették a lázadó iónokat. A perzsák összesen két nagyobb hadjáratot vezettek. Az első perzsa hadjárat i. e. 492-ben kezdődött Mardoniosz vezetésével.

## Jelentősége
Az ión felkelés jelentősége abban áll, hogy ez volt a nyitánya a görög-perzsa háborúknak, mely két perzsa hadjáratban, sok nagy csatában például a Marathóni csatában, a Thermopülai csatában és a Szalamiszi csatában teljesedett ki. A felkelés azonban kudarcba fulladt, és az ión városokat jelentős veszteségek érték. Mindezek ellenére Milétosz aránylag hamar lábra tudott állni és a perzsa uralom elkövetkező negyven évében virágzásnak indult. A perzsáknak a felkelés mutatta meg, hogy a görög városállamokkal egy elhúzódó konfliktusra kell készülniük, mely ténylegesen sokáig eltarthat és az is látszott, hogy ez további jelentős erőiket fogja majd lekötni.
Katonai értelemben nem lehet túl sok és nagymérvű következtetést levonni a ión felkelésből, kivéve talán azt, hogy a perzsák és a görögök nem tanultak egymástól. Az athéniakat és általában a görög seregeket a perzsa lovasság harcereje felülmúlta és többször is látható volt az elkövetkező hadjáratokban, hogy ennek kivédésére nagyobb figyelmet kellett volna fordítaniuk. Ezzel szemben úgy tűnik, a perzsák sem ismerték fel és jelentősen alábecsülték a görög hopliták és a phalanx harcértékét. Így például a marathóni csata alkalmával Miltiadész kivárta a taktikailag kedvező alkalmat, amikor a perzsa lovasság bevethetetlen volt és ekkor támadott, majd a hopliták megszerezték neki a győzelmet.
A perzsák a második hadjáratuk alkalmával már a gyalogságukat jobban felszerelték, de a könnyű fegyverzet és a páncélozottság továbbra sem változott annyit, hogy felülmúlja a görögöket. Ez a körülmény pedig egy kiegyenlített erőviszonyokat teremtő helyszínen zajló küzdelemben, mint például a thermopülai csatában döntő jelentőségű lehetett volna.

## Fordítás
- Ez a szócikk részben vagy egészben  a   Jonski ustanak című horvát Wikipédia-szócikk ezen változatának fordításán alapul.  Az eredeti cikk szerkesztőit annak laptörténete sorolja fel. Ez a jelzés csupán a megfogalmazás eredetét és a szerzői jogokat jelzi, nem szolgál a cikkben szereplő információk forrásmegjelöléseként.

### Ókori
- Diodórosz: Könyvtár
- Hérodotosz: Történetek
- Thuküdidész: A peloponnészoszi háború története
- Marcus Tullius Cicero: A törvényekről

### Modern
- A. R., Burn. The Cambridge History of Iran: Persia and the Greeks (angol nyelven). New York: Cambridge University Press (1985)
- Fehling, D. Herodotus and His "Sources": Citation, Invention, and Narrative Art (1989)
- Fine, John V. A.. The Ancient Greeks: A Critical History. Harvard University Press (1983)
- Finley, Moses. "Introduction". Thucydides – History of the Peloponnesian War. Penguin (1972)
- Holland, Tom. Persian Fire: The First World Empire and the Battle for the West. Doubleday (2006)
- Lazenby, J. F.. The Defence of Greece 490–479 BC. Aris & Phillips Ltd. (1993)
- szerk.: J. P. Francev: Világtörténet tíz kötetben, II. kötet. Kossuth K. (1967)
- Hegyi Dolores, Kertész István, Németh György, Sarkady János. Görög történelem a kezdetektől Kr. e. 30-ig (magyar nyelven). Budapest: Osiris (1995). ISBN 963-379-118-9